# Эгедег, Маглуар
Маглуар Эгедег Жуниор (фр. Eguedegue Magloire Junior; род. 3 января 2006, Яунде) — камерунский футболист, защитник клуба «Витебск».

## Карьера
Воспитанник футбольной академии камерунского клуба «Ренессанс». В марте 2024 года футболист на правах свободного агента присоединился к белорусскому «Витебску». Дебютировал за клуб футболист 26 апреля 2024 года в матче против борисовского БАТЭ, выйдя на поле в стартовом составе.